# Fulgence Bienvenüe

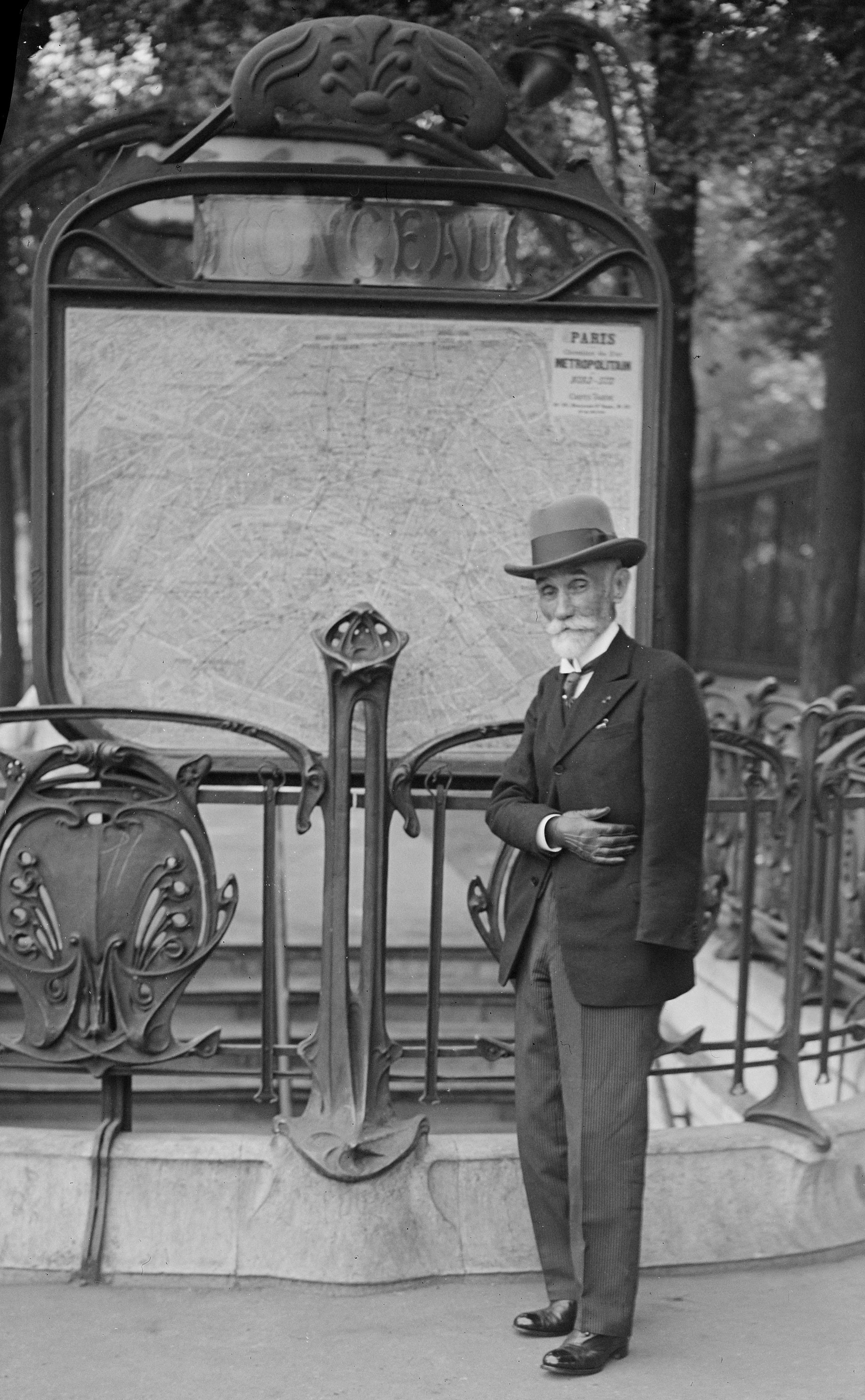
Fulgence Bienvenüe

Fulgence Bienvenüe [fylʒɑ̃s bjɛ̃v(ə)ny], mit vollem Namen Fulgence Marie Auguste Bienvenüe, (geboren am 27. Januar 1852 in Uzel (Département Côtes-d’Armor); gestorben am 3. August 1936 in Paris) war der Chefingenieur des Pariser Brücken- und Straßenbauamts und der „Vater“ der Métro, der Pariser Untergrundbahn.

## Name
Bienvenüe legte Wert auf das Trema bei der Schreibung seines Namens; es hat aber keine Auswirkung auf dessen Aussprache.

## Herkunft und Jugend
Fulgence Bienvenüe war das dreizehnte und letzte Kind einer bretonischen Familie und weitläufig verwandt mit Marschall Ferdinand Foch – dieser hatte am 5. November 1883 in der Kirche Saint-Michel von Saint-Brieuc Julie Bienvenüe, die Großcousine von Fulgence, geheiratet – und mit der Familie Mazurié de Kéroualin aus Segré.
Sein Vater war Notar und sehr gebildet; er hatte einen großen Einfluss auf das erfolgreiche Studium seines jüngsten Sohnes. Sein Großvater, Magistrat, Jurist und Schriftsteller, war Autor eines ansehnlichen Werkes und wurde 1815 Abgeordneter der Chambre des Représentants in Paris. Sein Cousin Édouard Bienvenüe (1901–1980) war von 1934 bis 1965 Notar in Mayenne und von 1940 bis 1958 Stadtrat dieser Stadt.

## Ausbildung und berufliche Laufbahn
Bienvenüe bestand sein Baccalauréat mit 15 Jahren. Drei Jahre später, 1870, wurde er in die École polytechnique aufgenommen, wo er während der Pariser Kommune beinahe mit anderen Fachschulingenieuren erschossen worden wäre. Er trat zwei Jahre später in die École Nationale des Ponts et Chaussées ein.
Nach Abschluss dieser Hochschule wurde er zum Chef d’Arrondissement in der Normandie benannt. Er wurde beauftragt, den Bau von zwei Eisenbahnlinien zu leiten: die Linien Fougères–Vire und Domfront–Alençon. Er verlor am 25. Februar 1881 seinen linken Arm (Unfall auf der Trasse der Linie Pré-en-Pail–Mayenne) anlässlich eines ziemlich turbulenten „Enteignungsbesuchs“. Von 1891 bis 1893 war er Chefingenieur für den Bau des Aquädukts von Avre.
1884 wurde er nach Paris versetzt und arbeitete zwei Jahre später für die Stadtverwaltung in der 8. Sektion des Amtes für Straßenbau. Er war am Bau der Standseilbahn von Belleville beteiligt, die im September 1890 eingeweiht wurde. Bienvenüe nahm auch am Ausbau des Parc des Buttes-Chaumont und dem Durchbruch der Avenue de la République teil. Diese Projekte brachten ihm Anerkennung und Förderung ein.

## Die Metro und weitere Projekte
1895 legte er, angeregt durch Studien von Jean-Baptiste Berlier, einen Vorentwurf für eine Pariser Untergrundbahn vor. Ein endgültiges Projekt nahm der Stadtrat am 9. Juli 1897 an, und das Projekt wurde am 30. März 1898 per Gesetz als gemeinnützig erklärt; die Arbeiten wurden am folgenden 4. Oktober aufgenommen und sollten vor der Weltausstellung 1900 beendet werden. 
Als erste Strecke wurde am 19. Juli 1900 der Abschnitt zwischen der Porte de Vincennes und der Porte Maillot der Linie 1 eingeweiht. Im selben Jahr wurde Bienvenüe zum Offizier der Ehrenlegion ernannt. 1911 wurde er Chef des Amtes für Straßen, Beleuchtung und Stadtreinigung von Paris; aber er beschäftigte sich weiter mit dem Bau der Pariser Metro. 
Bei Ausbruch des Ersten Weltkriegs beantragte er im Alter von 62 Jahren seine Einberufung zum Militär, was angesichts seiner Kompetenzen und seiner Bedeutung für die Hauptstadt abgelehnt wurde. 1917 wurde er Direktor des Hafens von Paris. Er erneuerte den Canal de l’Ourcq und den Canal Saint-Denis. 
Fulgence Bienvenüe entschied am 6. Dezember 1932, im Alter von 80 Jahren in den Ruhestand zu treten. 

## Auszeichnungen und Gedenken

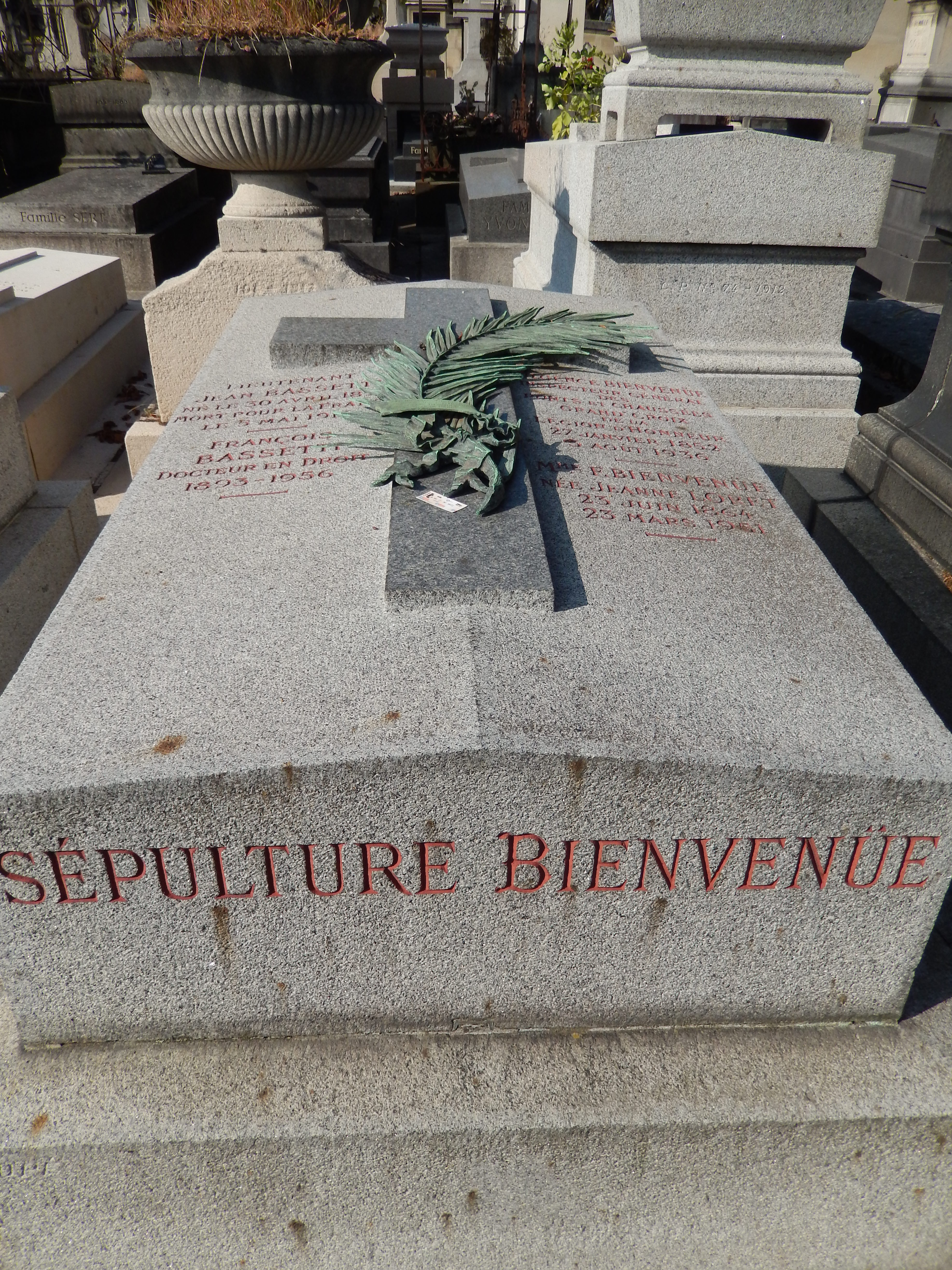
Grabstätte von Fulgence Bienvenüe auf dem Friedhof Cimetière du Père-Lachaise

1929 erhielt Bienvenüe als Anerkennung seiner Dienste für die Stadt Paris durch Marschall Ferdinand Foch das Großkreuz der Ehrenlegion („G. C. LH“; französisch Grand-croix de la Legion) verliehen. 1933 beschloss der Stadtrat von Paris, die Métrostation Maine (heute Montparnasse – Bienvenüe) und die Place du Maine zu Ehren des „Vaters der Métro“ umzubenennen. 
Am 3. August 1936 starb Fulgence Bienvenüe in Paris und wurde am 7. August auf dem Friedhof Cimetière du Père-Lachaise unter geringer Anteilnahme der Öffentlichkeit bestattet. 
1987 wurde eine Briefmarke zu seinem Gedenken herausgegeben.